# Lithiumbatterie
Eine Lithiumbatterie ist eine Primärzelle, bei der Lithium als aktives Material in der negativen Elektrode verwendet wird. Sie ist im Gegensatz zum Lithium-Ionen-Akkumulator nicht wieder aufladbar, obwohl letztere häufig ebenfalls als Lithiumbatterie bezeichnet werden. Die Entwicklung von Lithiumbatterien begann in den 1960er Jahren.

## Allgemeines

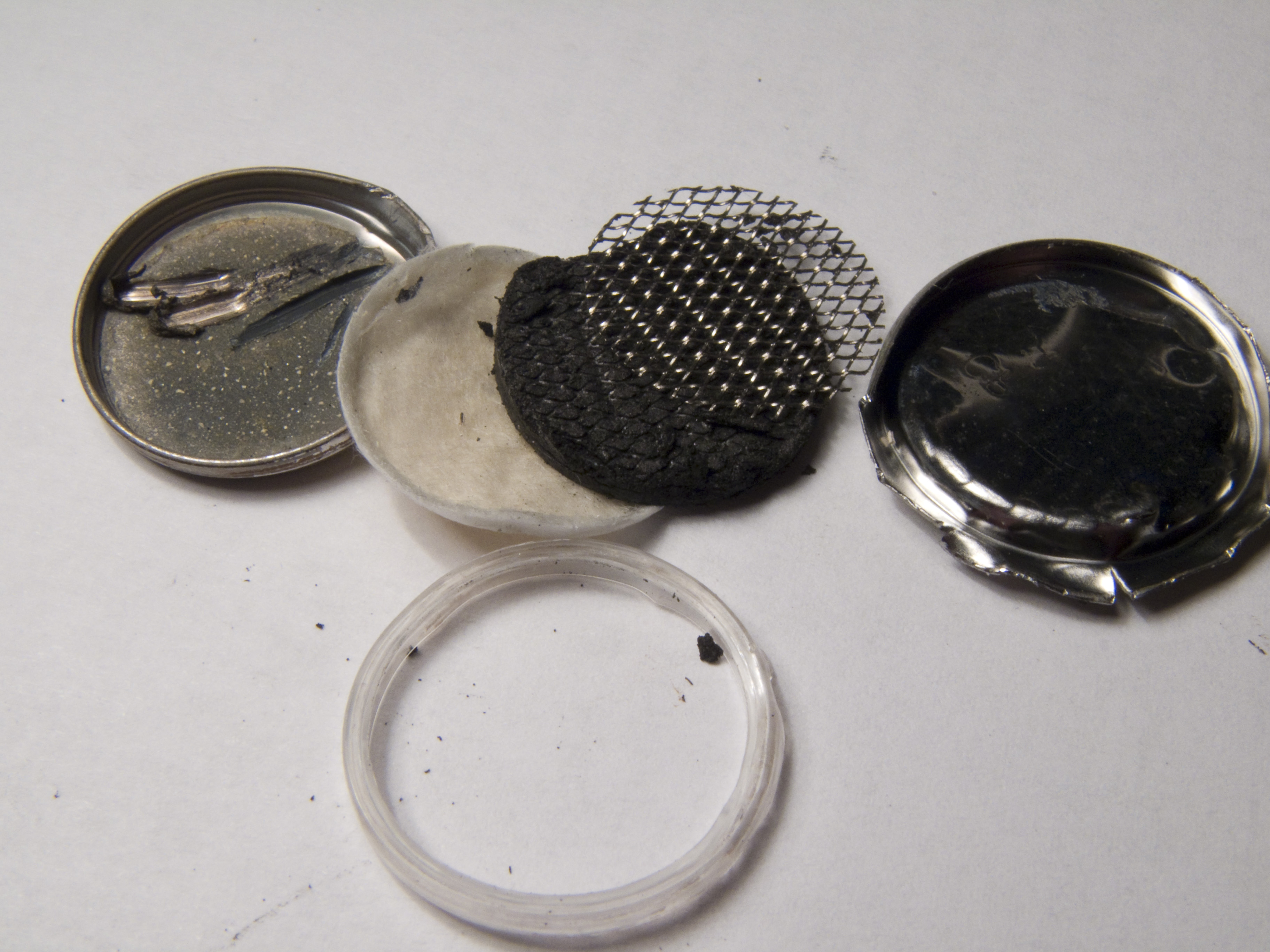
Zerlegte Lithiumbatterie (Knopfzelle Type CR2032)

Wegen des Standardpotentials von etwa −3,05 Volt (dem niedrigsten aller chemischen Elemente) und der daraus realisierbaren hohen Zellspannung sowie der theoretisch hohen spezifischen Kapazität von 3,86 Ah/g ist Lithium ein „ideales“ Material für negative Elektroden elektrochemischer Zellen.
Die hohe Reaktivität von elementarem Lithium (beispielsweise mit Wasser oder bereits mit feuchter Luft) ist allerdings bei der praktischen Umsetzung problematisch. Deshalb können in Lithiumbatterien ausschließlich nicht wässrige, aprotische Elektrolytlösungen, wie zum Beispiel Propylencarbonat, Acetonitril oder Dimethoxyethan, oder Festelektrolyte verwendet werden.
Zur Erhöhung der Leitfähigkeit werden wasserfreie Elektrolytsalze (wie zum Beispiel Lithiumperchlorat LiClO4) zugesetzt. Als Elektrolytzusatzmittel können Nitrile eingesetzt werden. So bewirkt beispielsweise der Zusatz von 1,3,6-Hexantricarbonitril eine signifikante Zunahme der Leistung gegenüber einer entsprechenden Batterie ohne Zusatz. Die Wirkweise der Nitrilzusätze ist noch nicht vollständig geklärt.
Die negative Elektrode, die Anode, besteht außer aus Lithium meist aus leitendem Graphit. Beides ist in einem polymeren Binder suspendiert, der auf einem elektrischen Leiter (Metallfolie) als Film zum Ableiten der bei der Oxidation entstehenden Elektronen aufgebracht ist. Als Binder werden Polyvinylidenfluorid (PVDF) oder Polyethylenglycol (PEG) verwendet. Neuere Forschungen gehen dahin, Alginate in Verbindung mit feinverteiltem Silizium einzusetzen. Damit erreicht man deutlich höhere Stromdichten. Außerdem quellen die Alginat-Binder weniger als die meist benutzten PVDF-Binder.
Als positive Elektrode, die Kathode, werden je nach Batterietyp unterschiedliche Oxidationsmittel benutzt. Klassisch und am häufigsten verwendet wird Mangandioxid, gefolgt von Graphitfluorid wie bei der Lithium-Kohlenstoffmonofluorid-Batterie.

## Vorteile von Lithiumbatterien
Vorteile von Lithiumbatterien gegenüber anderen Primärzellen mit wässrigen Elektrolyten (beispielsweise Alkali-Mangan-Batterie oder Zink-Kohle-Batterie) sind eine höhere Energiedichte und spezifische Energie, die hohe Zellspannung, die sehr lange Lagerfähigkeit durch geringe Selbstentladung sowie der weite Temperaturbereich für Lagerung und Betrieb.

## Typen und Anwendungsbereiche
Lithiumbatterien gibt es in vielen verschiedenen Varianten, die sich in Kathode, Elektrolyt und Separator unterscheiden. Sie sind in verschiedenen Bauformen und Größen erhältlich, um ein breites Anwendungsfeld abzudecken.
| Typ                                             | Leerlaufspannung | Typische Lastspannung | Anwendung/Bemerkung |
| ----------------------------------------------- | ---------------- | --------------------- | --- |
| Lithium-Thionylchlorid-Batterie LiSOCl2         | 3,7 Volt         | 3,4 Volt              | Anwendungen sind die netzunabhängige Versorgung von Elektronik im militärischen und industriellen Bereich, in der Sicherheitstechnik und in elektronischen Energiezählern und Heizkostenverteilern. |
| Lithium-Mangandioxid-Batterie LiMnO2            | 3,5…3,0 Volt     | 2,9 Volt              | Dieser Typ ist weit verbreitet und wird hauptsächlich für Kameras, Uhren und als Backup-Batterie für Hauptplatinen (Mainboards) in Personalcomputern eingesetzt. Siehe auch Knopfzelle. Als Wickelzelle für hohe Dauerbelastung und Pulsströme geeignet. Vorteil gegenüber Lithiumbatterien mit flüssiger Kathode (LiSO2,LiSOCl2,LiSO2Cl2) ist die geringere Passivierung der Anode, wodurch Spannungseinbrüche zu Beginn der Belastung (voltage delay) vermieden werden. |
| Lithium-Schwefeldioxid-Batterie LiSO2           | 3,0 Volt         | 2,7 Volt              | Anwendung meist im militärischen Bereich. |
| Lithium-Kohlenstoffmonofluorid-Batterie Li(CF)n | 3,2…3,0 Volt     | 3,1…2,5 Volt          | Lithium-Kohlenstoffmonofluorid-Batterien haben etwas höhere Strombelastbarkeit und Kapazität als Lithium-Mangandioxid-Batterien, sind aber teurer. Sie werden daher für Anwendungen verwendet, bei denen Leistung wichtiger als Kosten ist, beispielsweise im medizinischen Bereich. |
| Lithium-Iod-Batterie LiI2                       | 2,8 Volt         | 2,795 Volt            | Anwendung zur Stromversorgung von Herzschrittmachern. |
| Lithium-Eisensulfid-Batterie LiFeS2             | 1,8 Volt         | 1,5 Volt              | Allgemeine Anwendung wie im Fotobereich. Aufgrund der gleichen Zellspannung von 1,5 V direkter Ersatz von Alkali-Mangan-Zellen in üblichen Baugrößen wie Mignon (AA, IEC FR6) und Micro (AAA, IEC FR03) |

### Lithium-Knopfzellen

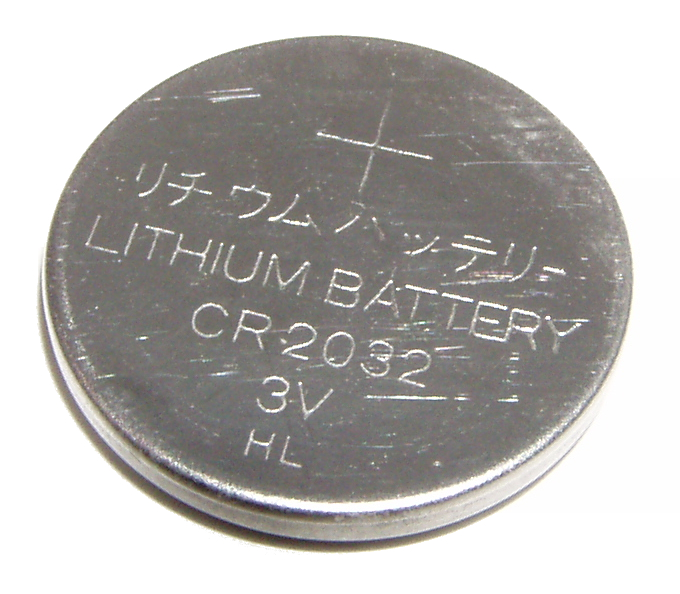
Lithium-Knopfzelle

Lithiumbatterien gibt es auch in Form von Knopfzellen. Die Typenkennzeichnung erfolgt hier nach folgendem Schema:
| Aufbau der Typ-Bezeichnung »CRDDMM«:             | Aufbau der Typ-Bezeichnung »CRDDMM«: | Aufbau der Typ-Bezeichnung »CRDDMM«: |
| ------------------------------------------------ | ------------------------------------ | ------------------------------------ |
| CR = Lithium-Rundzelle Chemische Zusammensetzung | DD Durchmesser in mm                 | MM Höhe in 1/10 mm                   |
| Beispiel „CR2354“                                |                                      |                                      |
| Abmessungen                                      | Ø 23 mm                              | Höhe 5,4 mm                          |
| Beispiel „CR17450“                               |                                      |                                      |
| Abmessungen                                      | Ø 17 mm                              | Höhe 45,0 mm                         |

Sicherheitszeichen VON KINDERN FERNHALTEN wie es von DIN EN IEC 60086-4 auf Lithium-Knopfzellen mit 20 mm Durchmesser und darüber gefordert wird.

Für Lithium-Knopfzellen haben sich keine herstellereigenen Bezeichnungen verbreitet.
Geringfügige bauliche Abweichungen können vorkommen, so ist beispielsweise der Typ „CR2354“ nach IEC-Standard eine abgewandelte Version des JIS-Standards mit einer kleinen Absatzstufe am Rand des Minuspols.
Lithium-Mangandioxid-Knopfzellen vom CR-Typ verwenden fast ausschließlich den Elektrolyt Dimethoxyethan. Diese Substanz ist ein SVHC (Substance of Very High Concern) nach REACH und in einer Konzentration über 0,1 % in der Knopfzelle enthalten. Hersteller und Vertreiber müssen daher ihren Kunden diese Informationen (auf Anfrage) zur Verfügung stellen und seit 5. Januar 2021 diese Produkte in der europäischen SCIP-Datenbank notifizieren. Entsprechend gilt dies auch für alle Produkte, die Lithium-Mangandioxid-Knopfzellen vom CR-Typ enthalten.
Wird nicht Mangandioxid, sondern Graphitfluorid als Kathodenmaterial eingesetzt, so lautet die Bezeichnung nicht „CR“, sondern „BR“.
Mehr noch als Knopfzellen anderer elektrochemischer Systeme, stellen Lithium-Knopfzellen eine Gefahr beim Verschlucken dar, weil sie im Allgemeinen einen größeren Durchmesser und eine höhere Spannung aufweisen. Es werden daher besondere Maßnahmen gegen Verschlucken gefordert, wie z. B. eine kindergesicherte Verpackung und die Anbringung des Sicherheitszeichens „Von Kindern fernhalten“ ab einem bestimmten Durchmesser.

## Transport von Lithiumbatterien

### Gefahrguteinstufung
Lithiumbatterien sind grundsätzlich als Gefahrgut der Klasse 9 eingestuft und haben die UN-Nummern
- UN 3090: Lithium-Metall-Batterien
- UN 3091: Lithium-Metall-Batterien in Ausrüstung oder Lithium-Metall-Batterien, mit Ausrüstung verpackt
- UN 3480: Lithium-Ionen-Batterien
- UN 3481: Lithium-Ionen-Batterien in Ausrüstung oder Lithium-Ionen-Batterien, mit Ausrüstung verpackt[6]

Für kleine Lithiumbatterien gelten nicht die vollen Gefahrgutvorschriften. Hierunter fallen folgende Batterien:
- Lithium-Ionen-Zellen mit einer Nennenergie von höchstens 20 Wh
- Lithium-Ionen-Batterien mit einer Nennenergie von höchstens 100 Wh
- Lithium-Metall-Zellen mit einem Lithium-Gehalt von höchstens 1 g
- Lithium-Metall-Batterien mit einem Lithium-Gehalt von höchstens 2 g

### Lufttransport
Bei dem Transport von Lithiumbatterien per Flugzeug sind die Vorschriften der IATA Dangerous Goods Regulations zu beachten. Details werden in den Verpackungsvorschriften 965 bis 970 geregelt.

### Straßentransport und Beförderung auf der Schiene
Beim Transport auf der Straße und der Schiene müssen die Vorschriften des ADR und des RID beachtet werden. Für kleine Lithiumbatterien sind die Regelungen in der Sondervorschrift 188 festgelegt.